# Limnonectes kohchangae
Limnonectes kohchangae là một loài ếch trong họ Ranidae.
Nó được tìm thấy ở Campuchia và Thái Lan.
Các môi trường sống tự nhiên của chúng là các khu rừng khô nhiệt đới hoặc cận nhiệt đới, rừng ẩm vùng đất thấp nhiệt đới hoặc cận nhiệt đới, sông, các đồn điền, vườn nông thôn, và các khu rừng trước đây bị suy thoái nặng nề.
Nó không được xem là bị đe dọa theo IUCN.